# Крутіха (Крутіхинський район)
Круті́ха (рос. Крутиха) — село, центр Крутіхинського району Алтайського краю, Росія. Адміністративний центр та єдиний населений пункт Підборної сільської ради.

## Населення
Населення — 3804 особи (2010; 4328 у 2002).
Національний склад (станом на 2002 рік):
- росіяни — 93 %